# Gare de Herrlisheim-près-Colmar
Ne doit pas être confondu avec Gare de Herrlisheim (Bas-Rhin).
La gare de Herrlisheim-près-Colmar est une gare ferroviaire française de la ligne de Strasbourg-Ville à Saint-Louis, située sur le territoire de la commune de Herrlisheim-près-Colmar, dans la collectivité européenne d'Alsace (département du Haut-Rhin), en Grand Est.
Elle est mise en service en 1841 par la Compagnie du chemin de fer de Strasbourg à Bâle.
C'est une halte voyageurs de la Société nationale des chemins de fer français (SNCF) du réseau TER Grand Est, desservie par des trains express régionaux.

## Situation ferroviaire
Établie à 198 mètres d'altitude, la gare de Herrlisheim-près-Colmar est située au point kilométrique (PK) 72,363 de la ligne de Strasbourg-Ville à Saint-Louis entre la gare fermée d'Eguisheim et la gare ouverte de Rouffach.

## Histoire
La « station de Herrlisheim » est mise en service le 15 août 1841 par la Compagnie du chemin de fer de Strasbourg à Bâle, lorsqu'elle ouvre à l'exploitation la section de Colmar à Mulhouse. Elle est établie, à seulement deux kilomètres de la précédente, sur le territoire du ban communal de Herrlisheim-près-Colmar, commune qui compte 1 269 habitants.
Du 15 août 1841 au 31 mai 1842 la station de Herrlisheim délivre des billets à 5 700 voyageurs pour une recette de 5 777,30 francs, auquel s'ajoute 137,85 francs pour le service des bagages et marchandises.
En 1871, la gare entre dans le réseau de la Direction générale impériale des chemins de fer d'Alsace-Lorraine (EL) à la suite de la défaite française lors de la guerre franco-allemande de 1870 (et le traité de Francfort qui s'ensuivit).
Un nouveau bâtiment voyageurs est construit au cours de la période allemande. Similaire à celui de la gare de Herrlisheim (Bas-Rhin), il s'en distingue par sa tour "donjon" disposée à gauche et non à droite.
Le 13 mai 1909, le train rapide Bâle - Amsterdam est victime d'un déraillement provoqué par l'explosion de la locomotive d'un train de marchandises circulant sur l'autre voie. Six personnes perdent la vie.
Le 19 juin 1919, la gare entre dans le réseau de l'Administration des chemins de fer d'Alsace et de Lorraine (AL), à la suite de la victoire française lors de la Première Guerre mondiale.
Le 1er janvier 1938, la SNCF devient concessionnaire des installations ferroviaires de Herrlisheim-près-Colmar. Cependant, après l'annexion allemande de l'Alsace-Lorraine, c'est la Deutsche Reichsbahn qui gère la gare pendant la Seconde Guerre mondiale, du 1er juillet 1940 jusqu'à la Libération (en 1944 – 1945).
Un train de munition explose en gare le 1er octobre 1944, causant la destruction partielle du bâtiment voyageurs. Peu de temps avant la libération les restes du bâtiments sont incendiés par des soldats allemands.
Un nouveau bâtiment voyageurs est construit par la SNCF en 1955.
Le bâtiment voyageurs de 1955, désaffecté, est démoli en septembre 2011.
Le 9 juillet 2012 a lieu l'inauguration des nouvelles installations de la gare, en présence de Gérard Hirtz, maire de la commune, et Michel Loth, directeur SNCF de la région Alsace. Les travaux ont consisté notamment à installer de nouveaux abris et leur mobilier, un éclairage modernisé, des panneaux lumineux d'information sur chaque quai et à réaménager le parvis avec l'installation d'un abri sécurisé de 18 places pour les vélos, un parking de 21 places pour les véhicules et un arrêt de bus.
En 2022, la SNCF estime la fréquentation de la gare à 58 589 voyageurs.

## Fréquentation
De 2015 à 2024, selon les estimations de la SNCF, la fréquentation annuelle de la gare s'élève aux nombres indiqués dans le tableau ci-dessous.
| Année     | 2015   | 2016   | 2017   | 2018   | 2019   | 2020   | 2021   | 2022   | 2023   | 2024   |
| --------- | ------ | ------ | ------ | ------ | ------ | ------ | ------ | ------ | ------ | ------ |
| Voyageurs | 47 744 | 53 434 | 56 497 | 51 605 | 51 225 | 46 806 | 54 133 | 58 589 | 75 686 | 82 428 |

## Service des voyageurs

### Accueil
Halte SNCF, c'est un point d'arrêt non géré (PANG) à accès libre. Elle est équipée de deux quais avec abris et panneaux lumineux.
Un souterrain permet la traversée des voies et le passage d'un quai à l'autre.

### Desserte
Herrlisheim-près-Colmar est une halte voyageurs SNCF du réseau TER Grand Est desservie par des trains express régionaux de la relation Mulhouse Ville -  Colmar.

### Intermodalité
Un parc pour les vélos et un parking pour les véhicules y sont aménagés. Elle est desservie par des bus, arrêt sur le parvis de la gare.